# Berit Brænne
Berit Brænne, född 18 september 1918 i Aker, död 6 september 1976 i Oslo, var en norsk författare och skådespelerska, syster till Randi Brænne. Hon var i tolv år knuten till olika Oslo-scener. Dessutom gav hon ut en rad barnböcker och gjorde många barnprogram i radio och tv.

## Barnböcker
- 1958: Historien om Tamar og Trine
- 1959: Tai-Mi. Tamar og Trines søster
- 1960: Tom Tangloppe. Bror til Tamar, Trine og Tai-Mi
- 1961: Dukkemannen Tulleruskomsnusk
- 1967: Tørris. Gutten fra Storlidalen
- 1968: Tørris og Fjellvind
- 1969: Tørris gror til

## Filmografi
- 1942 – Nordlandets våghals
- 1946 – Om kjærligheten synger de